# Ephedra brevifoliata
Ephedra brevifoliata — вид голонасінних рослин класу гнетоподібних.

## Поширення, екологія
Країни проживання: Іран. Вид відомий з одної колекції в сухому, сонячному місці на голій алювійній землі.

## Використання
Стебла більшості членів цього роду містять алкалоїд ефедрин і відіграють важливу роль в лікуванні астми та багатьох інших захворювань дихальної системи.

## Загрози та охорона
Серйозні загрози не відомі. Заходи щодо збереження не відомі.
| Шишки секвоядендрону | Це незавершена стаття про голонасінні. Ви можете допомогти проєкту, виправивши або дописавши її. |